# Неллуру
Неллу́ру или Неллур, прежнее название — Неллор (англ. Nellore) — город в индийском штате Андхра-Прадеш. Административный центр округа Неллуру.
Средняя высота над уровнем моря — 18 метров. По данным всеиндийской переписи 2001 года, в городе проживало 378 947 человек, из которых мужчины составляли 50 %, женщины — соответственно 50 %. Уровень грамотности взрослого населения составлял 72 % (при общеиндийском показателе 59,5 %). Уровень грамотности среди мужчин составлял 76 %, среди женщин — 68 %. 11 % населения было моложе 6 лет.